# Chrysanthemum
Cet article concerne le genre Chrysanthemum. Pour les plantes à fleurs couramment appelées chrysanthèmes, voir Chrysanthème.
Genre
Classification phylogénétique
Chrysanthemum est un genre de plantes à fleurs appartenant à la famille des Asteraceae, dont certaines espèces sont très cultivées comme plantes d'ornement. Ce genre, avec d'autres proches de lui, a subi plusieurs révisions taxonomiques.
Le terme de la langue commune « chrysanthème » recouvre comme terme générique, certaines espèces communes de l'ancienne classification qui rassemblait de nombreux genres, actuellement distingués. Cependant les chrysanthèmes cultivés, fleurissant les tombes à l'automne, restent du genre Chrysanthemum.
Étymologie : 

Le terme chrysanthème est un emprunt au latin impérial chrysanthemon, transcription du grec χρυσ-ανθεμον « id. », littéralement « fleur d'or ». Pitton de Tournefort créé le genre Chrysanthemum rassemblant des "plantes à fleurs radiées" (Éléments de botanique, 1694).
Ce terme de Chrysanthemum a été repris par Linné pour désigner un genre de plante, classé postérieurement dans la famille des Astéracées (Species Plantarum, 1753).

## Description
Ce sont des plantes annuelles ou vivaces.

## Histoire
Les chrysanthèmes ont d'abord été cultivés en Chine vers le XVe siècle av. J.-C.. Utilisé selon la légende à des fins médicinales (infusions à partir de racines bouillies contre les maux de tête) et alimentaires (jeunes pousses et pétales en salade), cette fleur alors jaune est un des Quatre gentilshommes dans l'art chinois. Le vin de chrysanthème y est absorbé rituellement lors de la Fête du double neuf. Au Japon où il est cultivé à partir du VIIIe siècle, le chrysanthème est l'emblème de l'empereur (« trône du chrysanthème » des Mikados).
En France, les premiers chrysanthèmes sont introduits aux alentours de 1770. En 1789, le capitaine de vaisseau Pierre-Louis Blanquart, de Marseille, rapporte d’un voyage en Chine trois variétés (blanche, violette et pourpre) d'un cultivar résistant aux froidures de l’hiver. Ce Chrysanthemum indicum s’acclimate vite et orne les jardins privés au XIXe siècle. Mais ce chrysanthème chinois ne possède que de petites fleurs. Le botaniste Robert Fortune introduit en Europe en 1862 et 1863 des variétés à grandes fleurs du Japon (C. striatum, rosea, alba, punctata). Les hybrides nés des variétés chinoises rayonnantes et des japonaises hirsutes donnent naissance aux chrysanthèmes des fleuristes qui connaissent alors un grand succès, notamment avec les chrysanthèmes d'automne consacrés au fleurissement des tombes, pour le jour des défunts.

### Histoire de la nomenclature
Le genre Chrysanthemum tel que Linné l'avait établi en 1735 contenait 14 espèces. Dans la classification maintenant désuète de Linné, il était rattaché à la Syngénésie Polygamie superflue (Syngenesa Polygamia superflua). Dans la classification naturelle de Michel Adanson et des frères Jussieu, il est rattaché à la famille des Composées, créée par Giseke en 1792 (maintenant Asteraceae). Le genre Chrysanthemum avec pour espèce type Chrysanthemum coronarum, a beaucoup grossi au fur et à mesure des découvertes et dans les années soixante, il contenait environ 200 espèces.
En 1961, le botaniste russe Nikolai Tzvelev fit un reclassement devenu nécessaire du genre Chrysanthemum. En appliquant strictement les règles du Code international de nomenclature botanique, il aboutit à l'exclusion du genre Chrysanthemum de toutes les espèces sauf deux. Ceci eut pour conséquence de classer les chrysanthèmes des fleuristes dans le genre Dendranthema.
La réponse des horticulteurs qui utilisent communément les termes vernaculaires se fera attendre pendant un quart de siècle. En 1995, un horticulteur travaillant en Angleterre, Piers Trehane, réussit à faire restaurer l'ancien nom (Taxon 44:439 1995).
Il propose que l'espèce type de Chrysanthemum soit Chrysanthemum indicum L. plutôt que le choix malheureux de C. coronarum L. Ce qui permettra aux chrysanthèmes de la Toussaint de revenir dans le genre des Chrysanthemum mais en exclura C. coronarium et C. segetum qui prennent le genre Glebionis. Il est arrivé plusieurs fois que, sous la pression des fleuristes, le conservatisme naturel de la langue commune l'emporte sur les fluctuations de la terminologie scientifique, au gré des travaux et des colloques. Toutefois la satisfaction des marchands de fleurs ne sera pas partagée par les amateurs de botanique, qui devront se résigner à désigner les superbes fleurs des montagnes corses « Chrysanthèmes couronnés » les Glebionis coronaria (ex Chrysanthemum coronarium), à défaut d'une francisation de Glebionis.
La taxonomie actuelle s'appuie sur les caractéristiques du développement du sac embryonnaire, l'anatomie de l'akène, le port de la plante, des marqueurs moléculaires et les caractéristiques phytochimiques.
Le chrysanthème des fleuristes qui fleurit en automne est formé par un énorme complexe d'hybrides développés depuis plusieurs siècles, d'abord en Chine et au Japon puis à partir du XVIIIe siècle en Europe, avant le reste du monde tempéré. L'espèce parente principale est le Chrysanthemum indicum avec d'autres ancêtres à la généalogie obscure. Ce complexe est connu sous le nom de Chrysanthemum grandiflorum décrit par Broussonet en 1805.

## Aspect culturels

### Au Japon

Sceau impérial du Japon.

Le chrysanthème est l'emblème de l'empereur. On le retrouve notamment dans le "Trône du chrysanthème" et dans le sceau impérial du Japon.
Dans le jeu de cartes traditionnel japonais Hanafuda, des chrysanthèmes sont représentés sur la série des 4 cartes du mois de septembre.

## Description

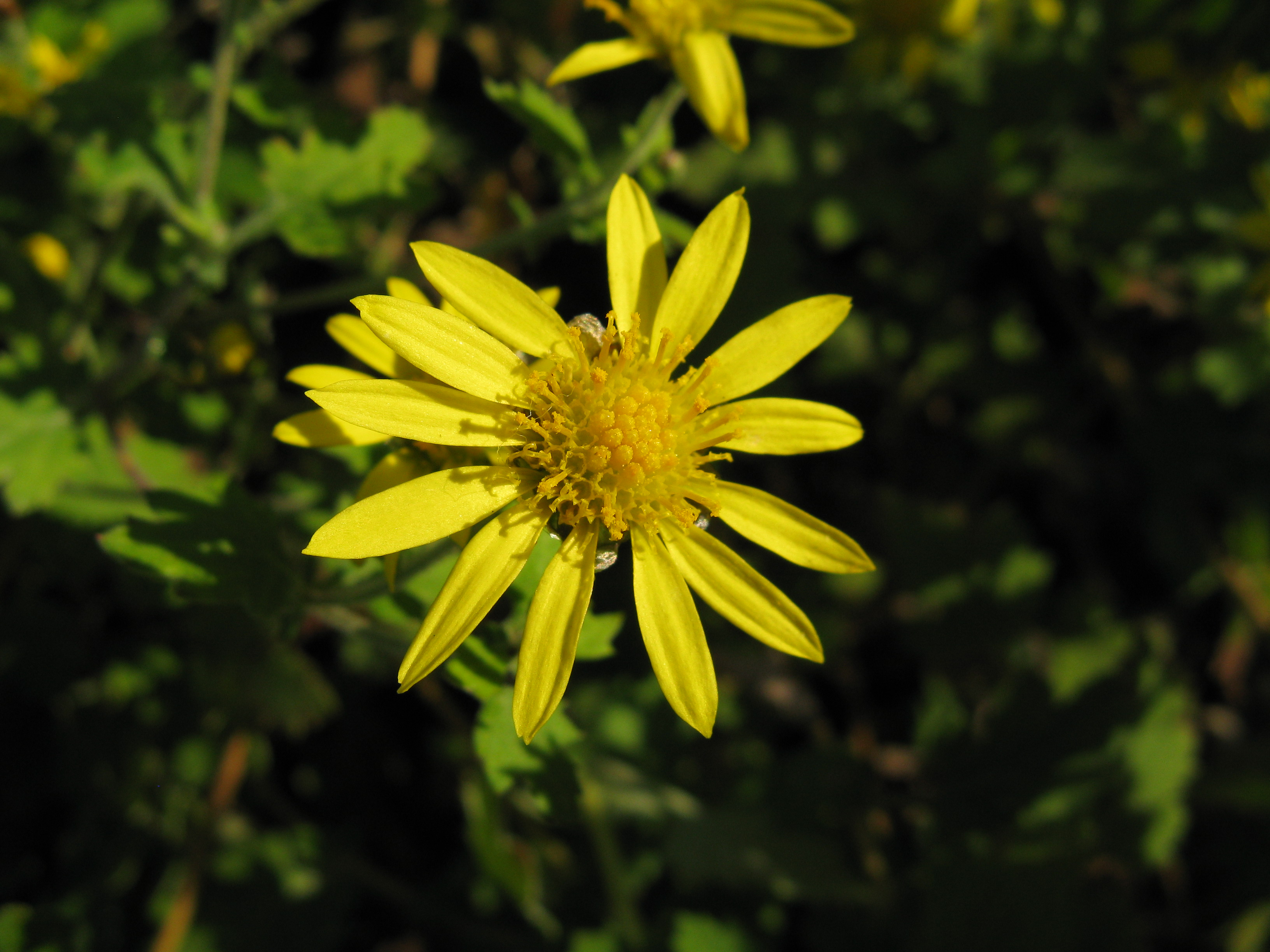
Chrysanthemum indicum, 野菊 yeju, forme sauvage.

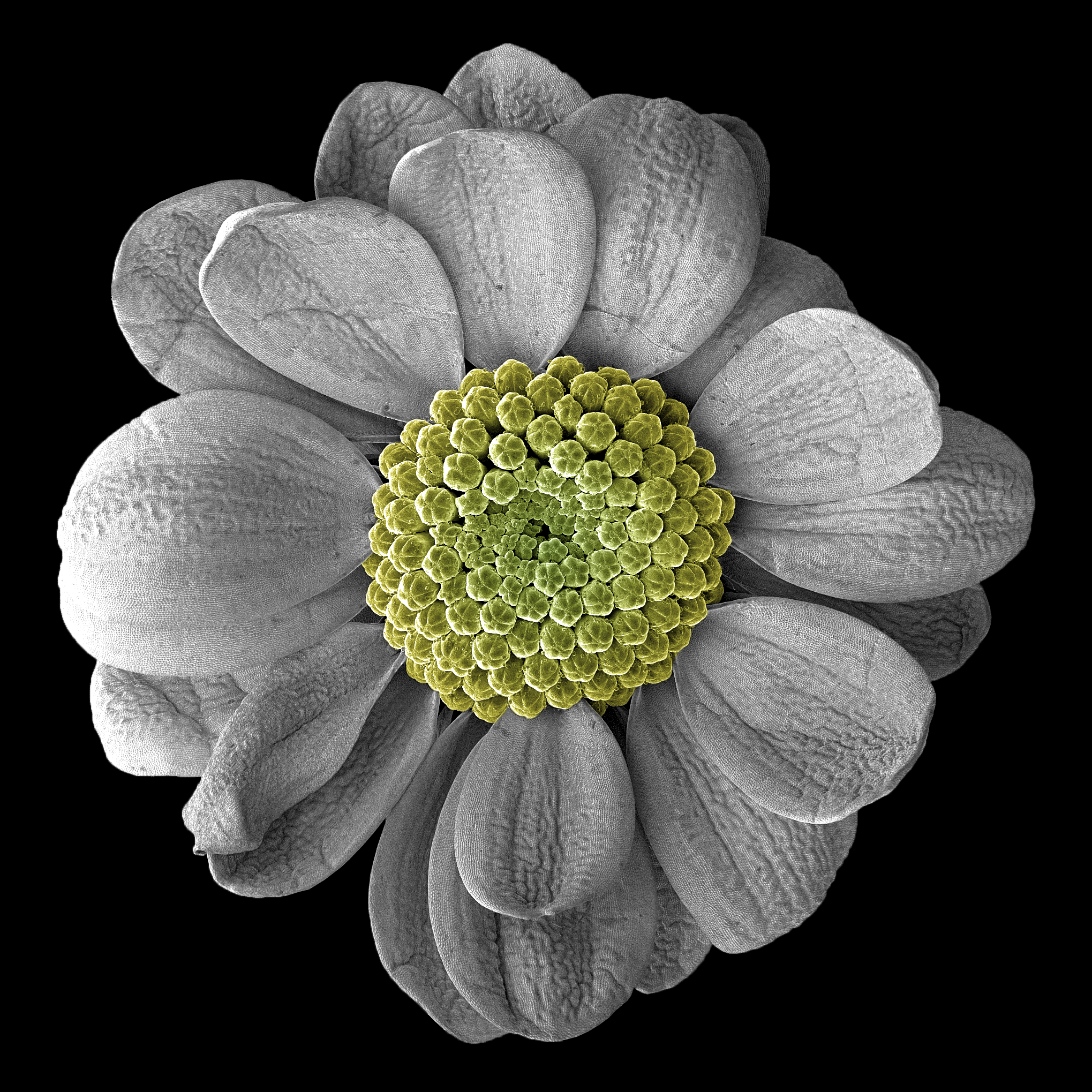
Chrysanthemum vue en microscopie électronique à balayage.

Les Chrysanthemum sont des arbrisseaux ou des plantes herbacées. Les feuilles sont alternes, à marge dentée en scie ou parfois entière.
Les capitules radiés sont hétérogames (avec des fleurs de plusieurs formes sexuelles). Ils comportent des fleurs (ou fleurons) de deux types :

- les fleurs périphériques femelles sur une rangée (ou plusieurs pour les cultivars) dont le limbe de la corolle est en forme de languette (ligule ou lamelle). Cette ligule est jaune, blanche ou rouge. 

- les fleurs du disque central, nombreuses, bisexuées, fertiles, avec une corolle tubulaire jaune, à 5 lobes.

À la base du capitule, l'involucre en forme de coupe est formé de 4 à 5 rangées de bractées (ou phyllaries) au bord scarieux (membraneux, translucide).
Le fruit est un akène, ne portant pas de pappus (aigrette, écailles)

## Génome
Les chrysanthèmes sauvages de Chine sont présents à l'état haploïde (n = 9 chromosomes), diploïde (2 n), tétraploïde (4 n) et hexaploïde (6 n).

## Taxonomie

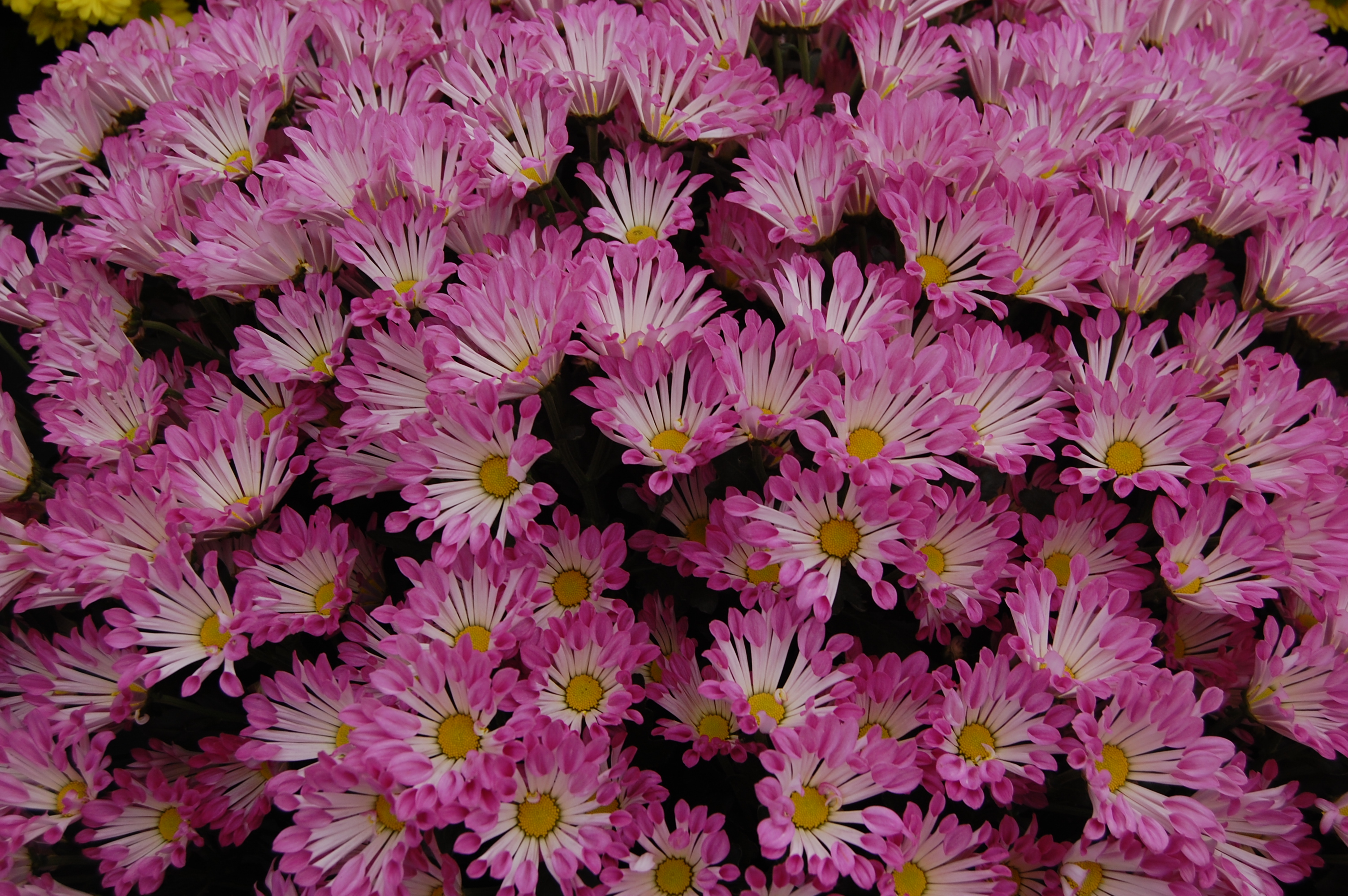
'Dance'.

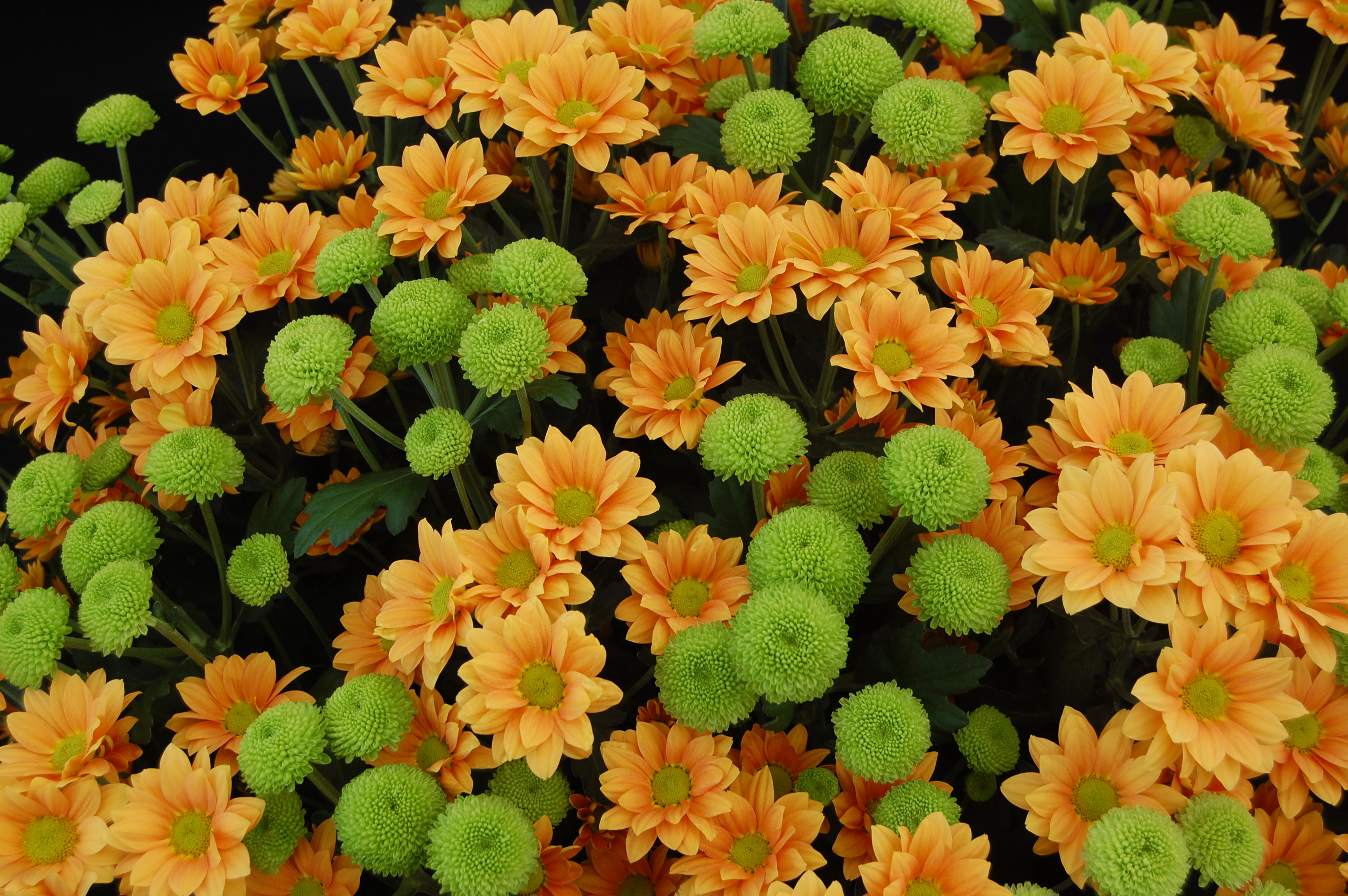
'Enbee Wedding Golden' & 'Feeling Green'.

Pour circonscrire le genre Chrysanthemum, il faut se placer au niveau taxonomique supérieur de la tribu des Anthemidae. Elle comporte actuellement 111 genres et environ 1800 espèces. Cette tribu fut d'abord décrite en 1819 par Alexandre Cassini (1781-1832). Il la divisait en deux sous-tribus en fonction de la présence de paleae (bractée à la base d'un fleuron). La circonscription des Anthemideae resta relativement inchangée jusqu'à ce que J. Briquet montre (en 1916) l’intérêt d'utiliser l'anatomie de l'akène. Les dernières analyses phylogénétiques de Oberprieler et als. (2009) sont basées sur l'étude des séquences ADN (gène chloroplastique ndhF, et marqueur ITS). En s'appuyant sur la distribution biogéographique, la reconstruction phylogénétique distingue : 1) un grade de l'hémisphère sud 2) un grade Asie - Afrique du sud 3) un grade Eurasien 4) un clade méditerranéen. Les Chrysanthemum se retrouvent dans le clade autour des Artemisia (sous-tribu des Artemisiinae) du deuxième grade Asie - Afrique du sud. Les Glebionis Cass. et Argyranthemum Webb font partie de la sous-tribu des Glebionidinae du clade méditerranéen. Depuis que Chrysanthemum a pris pour type C. indicum, les deux espèces méditerranéennes C. coronarium  (le chrysanthème couronné) et C. segetum (le chrysanthème des moissons) sont maintenant traités comme des membres de Glebionis Spach.
Clé d'orientation :

1a pappus écailleux présent

2a capitules groupés en panicules, involucres de 2-7 mm diam.......Achillea

2b capitules solitaires, longuement pédonculés; involucres de 7-15 mm diam.; princip. cultivé comme ornementales .....Anthemis

1b pappus écailleux absent

4a. akène ailé, fleurons périphériques jaunes .............Glebionis 

4b. akène non ailé, fleurons périphériques blancs ou roses, parfois jaunes 

5a. akène avec des côtes projetées à l'apex .........Leucanthemum

5b. akène avec des côtes non projetées à l'apex

6a. herbacée pérenne ou sous-arbrisseau, akène térète, 5-8 côtes...Chrysanthemum

6b. annuelle, akène compressé, 3-5 côtes....................................Matricaria

## Liste des espèces d'après GRIN
Toutes les espèces acceptées par GRIN sont originaires d'Asie Orientale sauf C. mawii venant de l'Atlas marocain.
- Chrysanthemum aphrodite Kitam. , Japon
- Chrysanthemum arcticum L. (sect. Arctanthemum), Russie (orientale), Japon; Canada
- Chrysanthemum argyrophyllum Y.Ling, Chine
- Chrysanthemum arisanense Hayata, Taiwan
- Chrysanthemum boreale (Makino) Makino, Chine, Japon, Corée
- Chrysanthemum catananche (Ball) ?
- Chrysanthemum chalchingolicum Grubov, Mongolie
- Chrysanthemum chanetii H.Lév., Chine, Japon, Corée
- Chrysanthemum crassum (Kitam.) Kitam. (syn. Chrysanthemum erubescens Stapf), Japon
- Chrysanthemum dichrum (C. Shih) H. Ohashi & Yonek., Chine
- Chrysanthemum glabriusculum (W.W.Sm.) Hand.-Mazz., Chine
- Chrysanthemum hosmariense (Ball) ?
- Chrysanthemum hypargyrum Diels, Chine
- Chrysanthemum indicum L. Chine, Japon, Corée, Taiwan
- Chrysanthemum japonense Nakai, Japon
- Chrysanthemum japonicum Makino (syn. Chrysanthemum makinoi Matsum. & Nakai), Japon
- Chrysanthemum lavandulifolium (Fisch. ex Trautv.) Makino, Chine
- Chrysanthemum mawii Hook.f., Maroc
- Chrysanthemum maximowiczii Kom., Chine, Russie (extr-orient), Corée
- Chrysanthemum mongolicum Y.Ling, Russie, Mongolie, Chine
- Chrysanthemum ×morifolium Ramat., Chrysanthemum × grandiflorum, chrysanthème des fleuristes
- Chrysanthemum morii Hayata, Taiwan
- Chrysanthemum okiense Kitam., Japon
- Chrysanthemum oreastrum Hance, Chine
- Chrysanthemum ornatum Hemsl., (=Dendranthema ornatum (Hemsl.) Kitam)
- Chrysanthemum pacificum Nakai (sect. Ajania), Japon
- Chrysanthemum potentilloides Hand.-Mazz., Chine
- Chrysanthemum ×rubellum Sealy, cultivé
- Chrysanthemum shiwogiku Kitam. (sect. Ajania), Japon
- Chrysanthemum sinuatum Ledeb., Russie (Sibérie), Mongolie
- Chrysanthemum vestitum (Hemsl.) Stapf, Chine
- Chrysanthemum weyrichii (Maxim.) Miyabe, Russie (Sakhalin), Japon
- Chrysanthemum yoshinaganthum Makino ex Kitam., Japon
- Chrysanthemum zawadskii Herbich, Russie (Sibérie), Mongolie, Chine, Japon ; Europe de l'est (Pologne, Slovaquie, Ukraine)
  - Chrysanthemum zawadskii subsp. coreanum (Nakai) Y.N.Lee (syn. Chrysanthemum coreanum Nakai)
  - Chrysanthemum zawadskii subsp. latilobum (Maxim.) Kitag. (syn. Chrysanthemum ×rubellum Sealy)
  - Chrysanthemum zawadskii subsp. lucidum (Nakai) Y.N.Lee (syn. Chrysanthemum lucidum Nakai)
  - Chrysanthemum zawadskii subsp. naktongense (Nakai) Y.N.Lee (syn. Chrysanthemum naktongense Nakai)
  - Chrysanthemum zawadskii subsp. yezoense (Maek.) Y.N.Lee (syn. Chrysanthemum yezoense) Maek.

## Liste d'espèces retirées du genre après révision taxinomique
- Chrysanthemum achilleifolium (M.Bieb.) Kuntze, voir Tanacetum achilleifolium (M.Bieb.) Sch.Bip.
- Chrysanthemum alpinum L., voir Leucanthemopsis alpina (L.) Heywood
- Chrysanthemum anserinifolium (Hausskn. & Bornm.) J.W.Ingram & Dress, voir Tanacetum poteriifolium (Ledeb.) Grierson
- Chrysanthemum atkinsonii C.B.Clarke, voir Tanacetum atkinsonii (C.B.Clarke) Kitam.
- Chrysanthemum balsamita L., voir Tanacetum balsamita
- Chrysanthemum bipinnatum L., voir Tanacetum bipinnatum (L.) Sch.Bip.
- Chrysanthemum carinatum Schousb., Glebionis carinata (Schousb.) Tzvelev
- Chrysanthemum caucasicum (Willd.) Pers., voir Tripleurospermum caucasicum (Willd.) Hayek
- Chrysanthemum cinerariifolium (Trevir.) Vis., voir Tanacetum cinerariifolium (Trevir.) Sch. Bip.
- Chrysanthemum coccineum Willd., voir Tanacetum coccineum (Willd.) Grierson
- Chrysanthemum coronarium L., voir Glebionis coronaria (L.) Cass. ex Spach
- Chrysanthemum corymbosum L., voir Tanacetum corymbosum
- Chrysanthemum demnatense Murb., voir Rhodanthemum gayanum (Coss. & Durieu) B.H.Wilcox & al.
- Chrysanthemum frutescens L., voir Argyranthemum frutescens (L.) Sch.Bip.
- Chrysanthemum gayanum (Coss. & Durieu) Ball, voir Rhodanthemum gayanum (Coss. & Durieu) B.H.Wilcox & al.
- Chrysanthemum graminifolium L., voir Leucanthemum graminifolium (L.) Lam.
- Chrysanthemum grande (L.) Hook.f., voir Plagius grandis (L.) Alavi & Heywood
- Chrysanthemum hispanicum (Willk.) Dörfl., voir Leucanthemopsis pulverulenta (Lag.) Heywood
- Chrysanthemum incanum Thunb., voir Pentzia incana (Thunb.) Kuntze
- Chrysanthemum lacustre Brot., voir Leucanthemum lacustre (Brot.) Samp.
- Chrysanthemum leucanthemum L., voir Leucanthemum vulgare Lam.
- Chrysanthemum macrophyllum Waldst. & Kit., voir Tanacetum macrophyllum (Waldst. & Kit.) Sch.Bip.
- Chrysanthemum majus (Desf.) Asch., voir Tanacetum balsamita
- Chrysanthemum marschallii Asch. ex O.Hoffm., voir Tanacetum coccineum (Willd.) Grierson
- Chrysanthemum maximum Ramond, voir Leucanthemum maximum (Ramond) DC.. Attention, pour Chrysanthemum maximum hort., ou Chrysanthemum maximum de l'horticulteur, voir Leucanthemum ×superbum (Bergmans ex J.W.Ingram) D.H.Kent
- Chrysanthemum monspeliense L., voir Leucanthemum monspeliense (L.) Coste
- Chrysanthemum multicaule Desf., voir Coleostephus multicaulis (Desf.) Durieu
- Chrysanthemum myconis L., voir Coleostephus myconis (L.) Cass.

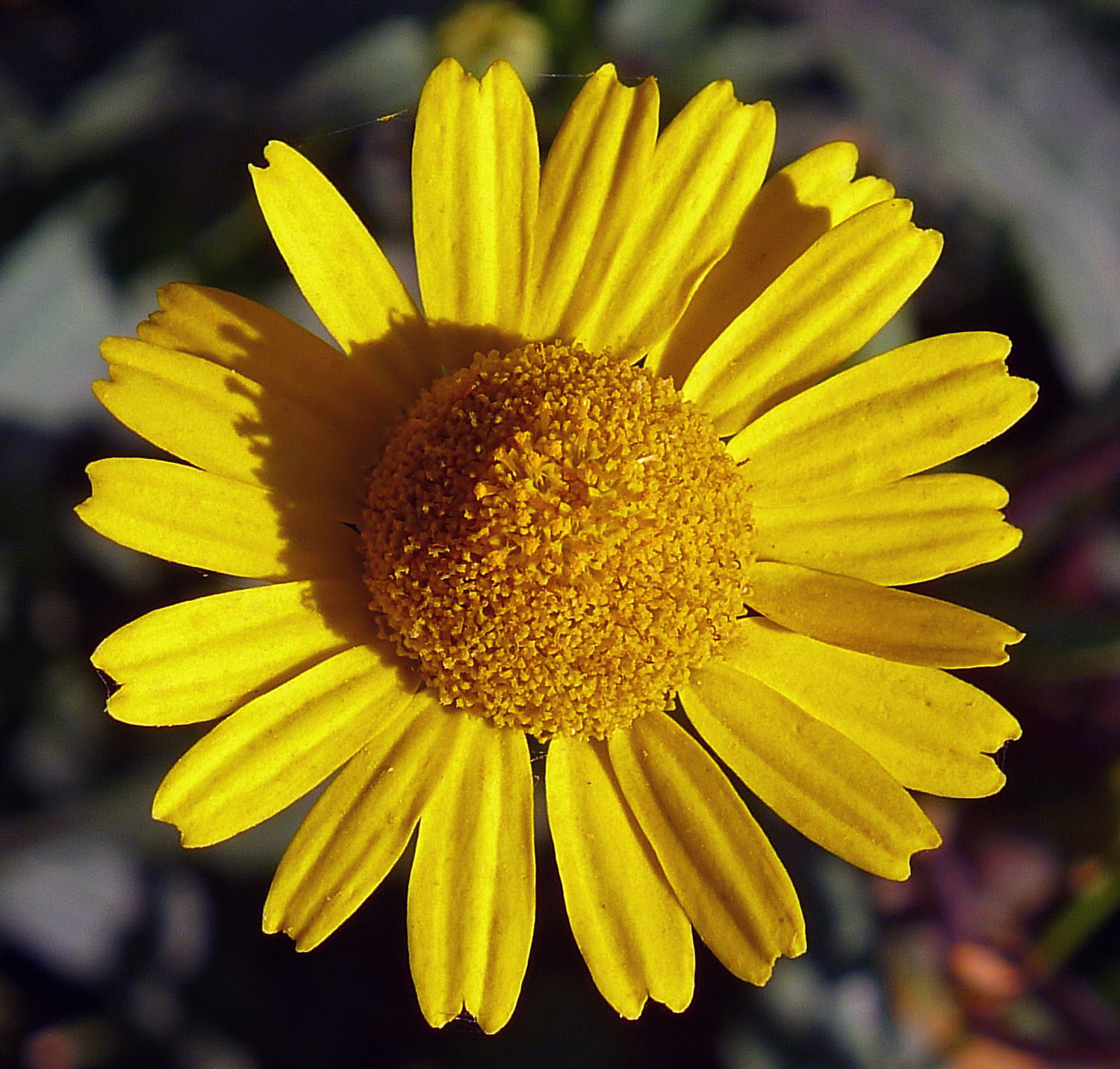
Coleostephus myconis.

- Chrysanthemum nipponicum (Franch. ex Maxim.) Matsum., voir Nipponanthemum nipponicum (Franch. ex Maxim.) Kitam.
- Chrysanthemum nivellei Braun-Blanq. & Maire, voir Nivellea nivellei (Braun-Blanq. & Maire) B.H.Wilcox & al.. Attention, pour Chrysanthemum nivellei hort., ou Chrysanthemum nivellei de l'horticulteur, voir Heteranthemis viscidehirta Schott
- Chrysanthemum pallens J.Gay ex Perreym., voir Leucanthemum pallens (J.Gay) DC.
- Chrysanthemum paludosum Poir., voir Mauranthemum paludosum (Poir.) Vogt & Oberpr.
- Chrysanthemum parthenium (L.) Bernh., voir Tanacetum parthenium (L.) Sch.Bip.
- Chrysanthemum praealtum Vent., voir Tanacetum parthenium (L.) Sch.Bip.
- Chrysanthemum ptarmiciflorum (Webb & Berthel.) Brenan, voir Tanacetum ptarmiciflorum (Webb & Berthel.) Sch. Bip.
- Chrysanthemum pulverulentum (Lag.) Pers., voir Leucanthemopsis pulverulenta (Lag.) Heywood
- Chrysanthemum roseum Adams, voir Tanacetum coccineum (Willd.) Grierson
- Chrysanthemum roxburghii Desf., voir Glebionis coronaria (L.) Cass. ex Spach
- Chrysanthemum segetum L., voir Glebionis segetum (L.) Fourr.
- Chrysanthemum serotinum L., voir Leucanthemella serotina (L.) Tzvelev
- Chrysanthemum spatiosum (L.H.Bailey) L.H.Bailey, voir Glebionis coronaria (L.) Cass. ex Spach
- Chrysanthemum ×superbum Bergmans ex J.W.Ingram, voir Leucanthemum ×superbum (Bergmans ex J.W.Ingram) D.H.Kent
- Chrysanthemum sylvaticum Hoffmanns. & Link, voir Leucanthemum sylvaticum (Hoffmanns. & Link) Nyman
- Chrysanthemum tchihatchewii (Boiss.) Rehder, voir Tripleurospermum caucasicum (Willd.) Hayek
- Chrysanthemum tianschanicum Krasch., voir Xylanthemum tianschanicum (Krasch.) Muradyan
- Chrysanthemum uliginosum (Waldst. & Kit. ex Willd.) Pers., voir Leucanthemella serotina (L.) Tzvelev
- Chrysanthemum viscidehirtum (Schott) Thell., voir Heteranthemis viscidehirta Schott
- Chrysanthemum viscosum Desf., voir Heteranthemis viscidehirta Schott
- Chrysanthemum vulgare (L.) Bernh., voir Tanacetum vulgare L.